# Atlantic Transport Line
«Atlantic Transport Line» (рус. "Атлантическая Транспортная Линия"), сокращённо A.T.L. — американская пассажирская судоходная линия, основанная в Балтиморе, штат Мэрилэнд. В 1901 году компания была свернута в судоходный трест «International Mercantile Marine Company» («IMM»).

## История
Линия развилась при поддержке железной дороги в 1881 году как ответвление от «Baltimore Storage and Lighterage Company» — компании Бернарда Н. Бейкера (англ. Bernard N. Baker). Будучи американской собственностью, «Atlantic Transport Line» управлялась из Великобритании, а пароходы были зарегистрированы и укомплектованы в Великобритании, большинство из которых были построены в Великобритании. Генеральные грузы, живой скот и небольшое число пассажиров перевозилось в британские порты и линия получила отличную репутацию за морскую перевозку ценных лошадей. Полномасштабные еженедельные пассажирские перевозки между
Нью-Йорком и Лондоном начались в 1892 году и сегодня линию лучше всего помнят за его исключительно первый класс пассажирско-грузового обслуживания на прямой Лондон — Нью-Йорк с 1900 по 1915 год, когда на этом направлении действовали свои четыре парохода класса Минне (англ. Minne):
- SS «Мinneapolis»
- SS «Мinnehaha»
- SS «Minnetonka»
- SS «Minnewaska».

В 1898 году правительство США купило семь из десяти кораблей Линии для использования в качестве военного транспорта в испано-американской войне (Бейкер одолжил ещё один для использования в качестве госпитального суда). Линия пережила этот потенциально сокрушительный удар, потому что Бейкер добился сенсационного соглашения и купил пять абсолютно новых судов у своих британских конкурентов почти сразу же в качестве замены. «Atlantic Transport Company» в Западной Вирджинии была сформирована в это время, чтобы отстаивать американское право собственности на зарубежные активы Линии. Попытка Бейкера продать линию британским владельцам в конце 1890-х годов вызвала цепь событий, которые привели к образованию «International Mercantile Marine Company».
Все наиболее важные пароходы Линии были потоплены в период Первой мировой войны. После войны были запланированы четыре большие замены для кораблей класса Минне. Однако, были построены только две из них, а пассажирский сервис, который возобновился в 1923 году, никогда не смог достичь довоенных успехов. Со спадом запроса на путешествие первым классом «Atlantic Transport Company» ввела туристический третий класс для судов в 1925 году и в течение двух сезонов использовала второй класс. Но линия стала нестабильной ещё до Биржевого краха (Уолл-стрит краха) 1929 года и с рецессией 1931 года последние пароходы были временно выведены из строя или переданы другим линиям «International Mercantile Marine Company» и это практически прекратило существование «Atlantic Transport Line». Выживая американская холдинговая компания просуществовала до 1936 года. SS «Minnewaska» был последним судном эксплуатируемым компанией «Atlantic Transport Line».

## Пассажирские и грузо-пассажирские пароходы «Atlantic Transport Line»
| Годы в компании | Имя судна Год спуска на воду | Тоннаж   | Верфь                                                               | Судьба                                                                                 |
| 1900-1915       | «Minneapolis» 1899           | 13443 GT | «Harland & Wolff Ltd.», Белфаст                                     | 1916 торпедирован и затонув в Средиземном море (12 погибших)                           |
| 1900-1917       | «Minnehaha» 1900             | 13443 GT | «Harland & Wolff Ltd.», Белфаст                                     | 1917 торпедирован и затонув у Фастнет (англ. Fastnet) (Ла-Манш) (43 погибших)          |
| 1902            | «Minnetonka» (I)             | 13443 GT | «Harland & Wolff Ltd.», Белфаст                                     | 1917 торпедирован и затонув в Средиземном море (4 погибших)                            |
| 1903            | «Minnewaska» (II)            | 15801 GT | «Harland & Wolff Ltd.», Белфаст                                     | 1915 затонул                                                                           |
| 1915-1916       | «Korea» 1902                 | 11284 GT | «Newport News Shipbuilding and Drydock Co.», Ньюпорт-Ньюс, Виргиния | 1934 сдан на слом                                                                      |
| 1920-1931       | «Minnekahda» 1917            | 17281 GT | «Harland & Wolff Ltd.», Белфаст                                     | покинутый и запущенный в 1931; сдан на слом в 1936                                     |
| 1920-1923       | «Minnesota» 1904             | 20718 GT | «Eastern Shipbuilding Co.», Нью-Лондон (Коннектикут)                | с 1904 в «Great Northern S.S. Co.»; 1920 в «Atlantic Transport Line»; в 1923 списанный |
| 1923            | «Minnewaska» (III)           | 21716 GT | «Harland & Wolff Ltd.», Белфаст                                     | 1931 в «Red Star Line», в 1934 сдан на слом                                            |
| 1924            | «Minnetonka» (II)            | 21998 GT | «Harland & Wolff Ltd.», Белфаст                                     | в 1935 сдан на слом                                                                    |
| 1935-1936       | «Columbia» 1914              | 28132 GT | «Harland & Wolff Ltd.», Белфаст                                     | в 1935 году куплен «Atlantic Transport Company»; в 1936 сдан на слом                   |